# Samuel McCune Lindsay
Samuel McCune Lindsay (* 10. Mai 1869 in Pittsburgh; † 1960) war ein US-amerikanischer  Soziologe. Er amtierte 1901/02 als Präsident der American Academy of Political and Social Science (AAPSS).
Lindsay machte 1889 das Bachelor-Examen an der University of Pennsylvania, wo er 1909 zum Doktor der Rechte (LL.D.) promoviert wurde. Bereits 1892 war er bei einem Studienaufenthalt an der Universität Halle Dr. phil. geworden. Von 1896 bis 1907 war er Professor für Soziologie an der University of Pennsylvania und von 1907 bis 1939 Professor für Sozialpolitik an der Columbia University.
1892 wirkte er als Sonderbeauftragter des Finanzausschusses des US-Senats.  1899/1900 arbeitete er als  Beauftragter der US-Industriekommission an einen Bericht über die Arbeitsbedingungen im Eisenbahnsektor. Zudem war er Vorsitzender des Nationalen Ausschusses zur Kinderarbeit (National Child Labor Committee).